# 1939 en France
Chronologie de la France
- 1935
- 1936
- 1937
- 1938
- 1939
- 1940
- 1941
- 1942
- 1943

Cet article présente les faits marquants de l'année 1939 en France.

## Événements

### Janvier
- 16 janvier : décret-loi Mandel accordant des avantages fiscaux aux conseils d’administration des missions religieuses (modifié le 6 décembre)[1].
- 21 janvier : la France ouvre en Lozère le camp de Rieucros, premier camp d'internement français pour les « étrangers indésirables » désignés par le décret-loi du 12 novembre 1938[2].
- 27 janvier : ouverture de la frontière avec l'Espagne. Selon le Quai d’Orsay, 450 000 réfugiés espagnols parviennent en France avant le 1er mars (la Retirada)[3], où ils sont internés dans des camps (Argelès, camp des Milles)[4].

### Février
- 6 février : Chamberlain déclare aux Communes que toute menace contre les intérêts vitaux de la France entraînera l’assistance de la Grande-Bretagne[5].
- 25 - 27 février : Paris transmet à Berlin un projet français de collaboration économique mis au point par la commission interministérielle à des fins d'apaisement diplomatique[6].
- 27 février : la France reconnaît le gouvernement nationaliste de Burgos. À cette nouvelle, Azaña démissionne (28 février)[7].

### Mars

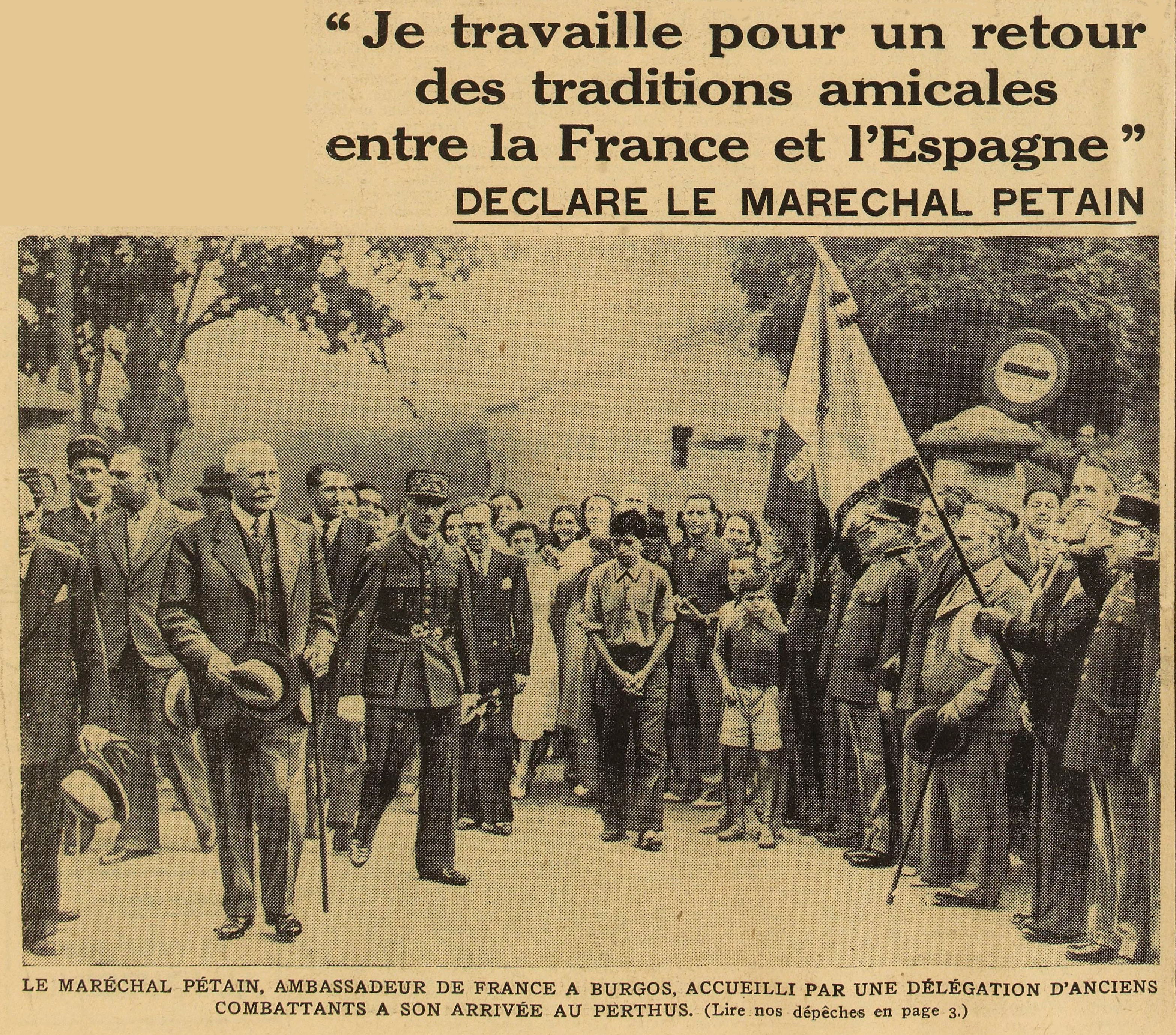
Pétain ambassadeur en Espagne - 26 juillet 1939.

- 2 mars : le maréchal Pétain devient ambassadeur de France en Espagne[8].
- 17 mars : la France et la Grande-Bretagne entament des négociations avec l’URSS[9].
- 19 mars : devant la montée des tensions étatiques en Europe, le parlement fait voter une loi accordant des pouvoirs spéciaux au gouvernement, en vue de la préparation d'un éventuel conflit[10]. Le Gouvernement publie du 20 mars au 21 avril une série de 40 décrets-lois en vue de faire face aux nécessités de la défense nationale[11].

### Avril
- 5 avril :
  - Albert Lebrun est réélu président de la République[12].
  - les premiers réfugiés espagnols arrivent au camp de Gurs[13].
- 12 avril : décret-loi créant les Compagnies de travailleurs étrangers[14].
- 13 avril : garantie française à la Pologne[15].
- 18 avril : décret-loi Laval. Un contrôle strict des d'armes à feu est instauré par le gouvernement, 8 catégories de possessions d'armes sont créées[16].
- 21 avril : décret-loi sur le déficit budgétaire. Rétablissement des 45 heures de travail hebdomadaire dans l'administration, gel de l'embauche des fonctionnaires[17], fin des prises de participations financières publiques dans les entreprises, consolidation des emprunts court terme ou à échéances massives. Création d'une taxe d'armement sur les transactions commerciales pour garantir à l'État des recettes régulières[18].

### Mai
- 4 mai : éditorial de Marcel Déat dans le journal l'Œuvre. Il pense qu’il ne faut pas « Mourir pour Dantzig »[19].
- 6 mai : décret-loi relatif au contrôle de la presse étrangère[10].
- 11 mai-14 septembre : quatrième gouvernement Daladier[20].
- 17 mai : la France s’engage à aider militairement la Pologne en cas d’attaque allemande[21].
- 27-30 mai : 36e congrès national de la SFIO à Nantes[22].
- 28 mai : Londres et Paris acceptent le principe d’un pacte d’assistance mutuelle avec l’URSS en cas d’agression contre la Pologne[23].

### Juin

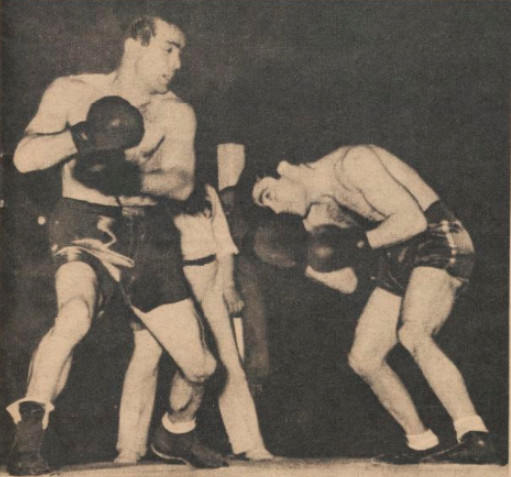
Tête baissée, Marcel Cerdan (à droite) fonce inlassablement à l'attaque. Le visage de son adversaire, l'Italien Saverio Turiello exprime un commencement de lassitude.

- 3 juin : le boxeur français Marcel Cerdan est champion d'Europe des mi-moyens en s'imposant face à l'Italien Saverio Turiello[24].
- 6 juin : le général Gamelin, nommé chef d’état-major de la Défense nationale, se rend à Londres pour mettre au point la coopération militaire entre les deux pays[25]. Il s'entretient le 9 juin avec son homologue John Gort[26].
- 17 juin : exécution capitale d’Eugène Weidmann à Versailles. En raison du comportement de la foule, le gouvernement interdit les exécutions publiques (décrets du 24 juin)[27]. Il s'agit de la dernière exécution publique en France[28].
- 27 juin : le scrutin majoritaire d’arrondissement à deux tours est remplacé par la représentation proportionnelle pour les législatives[29].
- 28 juin : Sacha Guitry est élu à l'Académie du Prix Goncourt[30].

### Juillet
- 1er-20 juillet : les négociations entre la France, le Royaume-Uni et l’URSS en vue d’un pacte d’assistance mutuelle s’enlisent. Devant l’aggravation de la tension germano-polonaise, le ministre français des Affaires étrangères, Georges Bonnet, presse Londres d’accepter les conditions soviétiques afin d’aboutir à un accord[31].
- 8 juillet : sortie à Paris de La Règle du Jeu, film de Jean Renoir[32].
- 14 juillet :
  - célébration du 150e anniversaire de la prise de la Bastille[33].
  - découverte du gisement de gaz naturel de Saint-Marcet[34].
- 15 juillet : l’interdit pontifical sur l’Action française est levé[35].
- 29 juillet : 
  - décret-loi relatif à la famille et à la natalité française dit « Code de la famille » qui institue une prime à la naissance du premier enfant si elle survient dans les deux ans du mariage et instaure la « taxe de compensation familiale » (TCF) qui frappe les célibataires[36]. Il aggrave les peines sanctionnant l'avortement[37].
  - décret-loi augmentant de deux ans la législature de la chambre des députés[38].
  - décret-loi codifiant les atteintes à la sureté extérieure de l’État[39]. Le décret définie le « secret de la défense nationale » comme étant des « renseignements d’ordre militaire, diplomatique, économique ou industriel qui, par leur nature, ne doivent être connus que des personnels qualifiés pour les détenir et doivent, dans l’intérêt de la Défense nationale, être tenus secrets à l’égard de tout autre personne[40]. »
  - décret-loi relatif à la limitation temporaire des bénéfices des entreprises travaillant pour la défense nationale en remplacement de la taxe spéciale sur les bénéfices introduite en 1935[18].

### Août
- 12 août : ouverture à Moscou des négociations tripartites (France/Grande-Bretagne/Union soviétique) pour la signature d’une convention militaire[15].
- 23 août :
  - pacte germano-soviétique[15].
  - le Comité permanent de la défense nationale est réuni : l’armée se tient prête à intervenir en cas d’agression contre la Pologne avec des réserves en ce qui concerne l’aviation[41].
  - les communistes français approuvent le Pacte germano-soviétique et se retrouvent isolés ; 21 députés communistes sur 72 démissionnent du Parti à la suite du pacte et se regroupent dans l'Union populaire française[42].
- 24 août : la mobilisation partielle est décrétée[43].
- 26 août :
  - le gouvernement français avertit Hitler que la France tiendra ses engagements envers la Pologne[44].
  - le journal l'Humanité est saisi à sa parution[45].
- 27 août : établissement de la censure[25].

### Septembre
- 1er septembre :
  - invasion de la Pologne[12].
  - mobilisation générale[44].

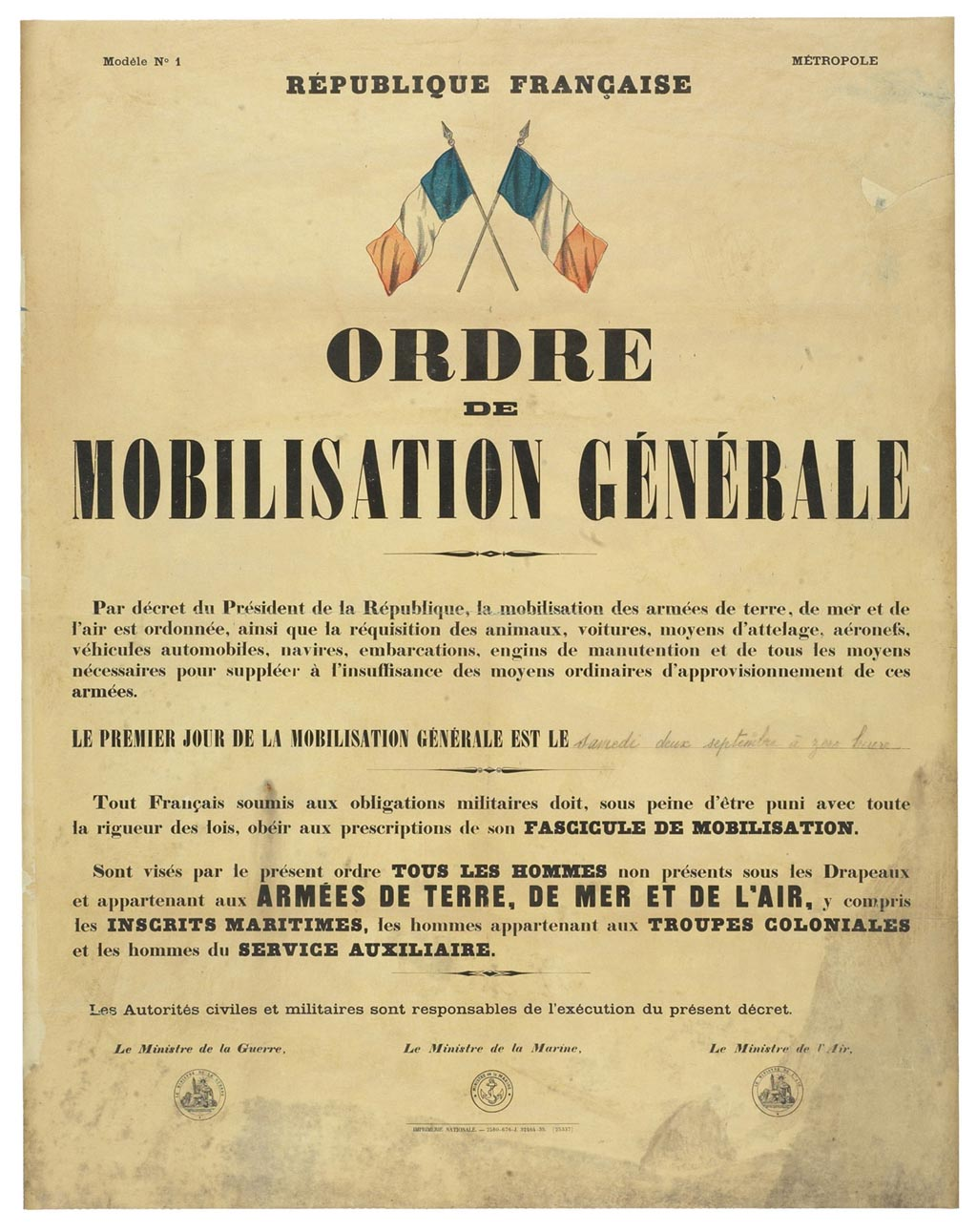

  - décret prévoyant l'internement des étrangers « ressortissants de territoires appartenant à l'ennemi »[46].
- 2-3 septembre : évacuation des civils de trois départements de l'Est, le Bas-Rhin, le Haut-Rhin et la Moselle vers les départements du Sud-Ouest. 530 000 alsaciens et lorrains au minimum sont évacués[47].

- 3 septembre : le Royaume-Uni, l'Australie, la Nouvelle-Zélande et la France déclarent la guerre à l'Allemagne[44]. Début de la « Drôle de guerre » (fin le 11 mai 1940)[48].

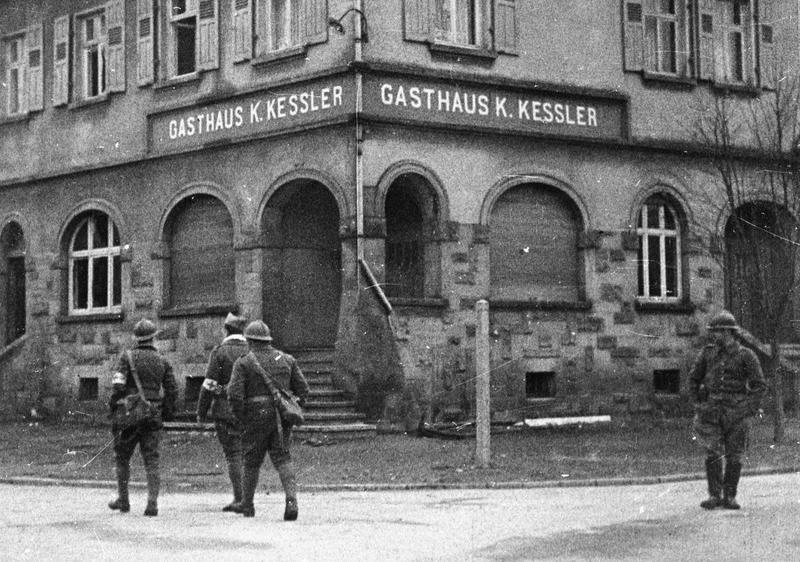
Soldats français à Lauterbach.

- 7 - 21 septembre : offensive de la Sarre. Les forces françaises entrent en Allemagne pour tenter de soulager la Pologne par une diversion à l'ouest. Elles progressent de 8 km jusqu'au 13 septembre au sud de Pirmasens pour s'assurer une bonne position face à la ligne Siegfried. La résistance allemande est pratiquement inexistante, mais du 21 septembre au 17 octobre les troupes françaises se retirent sur la ligne Maginot[49],[50].
- 9 septembre :
  - décret-loi autorisant la déchéance de nationalité à l'encontre de « tout Français qui se sera comporté comme le ressortissant d'une puissance étrangère »[51].
  - décret-loi fondant l'Office des changes placé sous la gérance de la Banque de France[52].
  - accord militaire franco-polonais créant officiellement l’Armée polonaise en France[53].

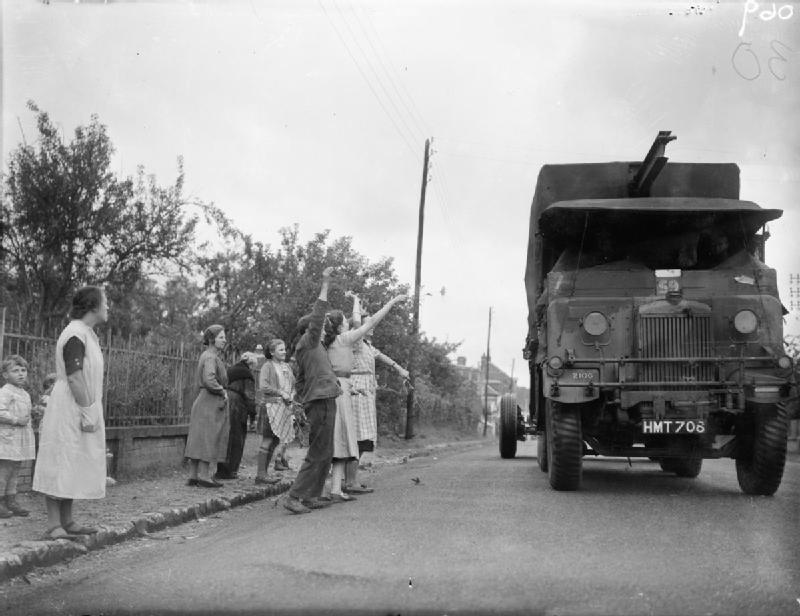
Le Corps expéditionnaire britannique en France vers 1939-1940.

- 12 septembre : les soldats britanniques commencent à débarquer à Boulogne[54].
- 14 septembre : remaniement ministériel[20]. Raoul Dautry, nommé ministre de l’armement, relance les commandes d’armes[55].
- 21 septembre : La Vie ouvrière, organe de la Confédération générale du travail, est interdite. Elle commence à reparaître clandestinement au début de 1940[56].
- 26 septembre : le parti communiste français est interdit pour avoir dénoncé la guerre[42]. Ses députés sont arrêtés et ses militants sont pourchassés et enfermés dans des camps.

### Octobre
- 4 octobre : Maurice Thorez, responsable du parti communiste et mobilisé en tant que soldat, déserte et rejoint l'URSS, alors en paix avec l'Allemagne (paix formalisée par un pacte de non-agression)[42].
- 6-8 octobre : arrestation de 34 députés communistes du Groupe ouvrier et paysan français, dont François Billoux, Florimond Bonte, Jean Christofol, Ambroise Croizat, Waldeck Rochet[57]...
- 10 octobre : Édouard Daladier annonce à la radio qu'il repousse les offres de paix d'Adolf Hitler[58].
- 12 octobre : le camp du Vernet devient « centre spécial d'internement pour suspects au point de vue national ou dangereux pour l'ordre public ». Il reçoit des étrangers jugés indésirables, pour la plupart communistes[46].
- 16 octobre : évacuation de Forbach par l'armée française[59].
- 18 octobre : création à Bièvres du Comité inter-mouvements auprès des évacués (Cimade), association protestante destinée à venir en aide aux évacués d'Alsace-Lorraine. Elle intervient dans les camps d'internement pour étrangers (Gurs) et assiste les Juifs fuyant les persécutions (refuge du Chambon-sur-Lignon)[60].
- 19 octobre : le Centre national de la recherche scientifique appliquée et la Caisse nationale de la recherche scientifique fusionnent pour donner naissance au Centre national de la recherche scientifique (CNRS)[61].

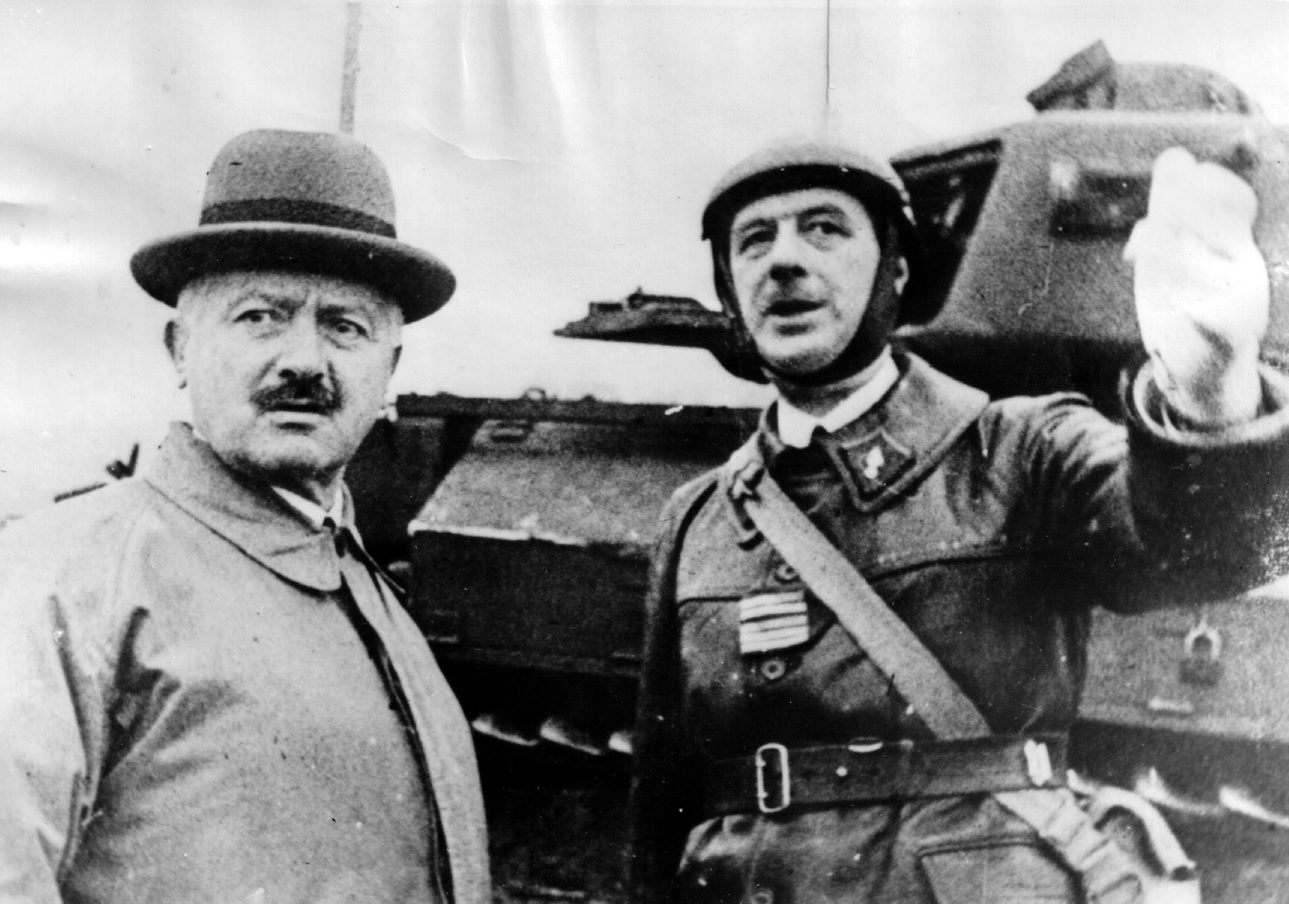
Le colonel Charles de Gaulle, commandant les chars 5e armée sise en Moselle, présente au président de la République Albert Lebrun une unité de chars (Goetzenbruck, 23 octobre 1939).

- 26 octobre : premier numéro l'Humanité clandestine[45].

### Novembre
- 10 novembre et 31 mai 1940 : décrets instituant le blocage des salaires à leur niveau du 1er septembre 1939[62].
- 18 novembre : décret-loi qui autorise les préfets à décider de l’éloignement et, en cas de nécessité, de l’assignation à résidence dans un centre de séjour surveillé, des individus jugés dangereux pour la défense nationale ou la sécurité publique. Le 14 décembre suivant le ministre de l'intérieur Albert Sarraut signe la circulaire secrète n°12 qui fixe les conditions d’application du décret : « La nécessité s'impose d'être armé non seulement contre le fait délictueux ou criminel, mais aussi contre la volonté notoire de le commettre »[63].

- La chanson On ira pendre notre linge sur la ligne Siegfried de Ray Ventura est le tube musical du moment[64]. La Ligne Siegfried est l'équivalent allemand de la Ligne Maginot française.

### Décembre
- 27 et 28 décembre : les gouvernements britannique et français font connaître au gouvernement suédois qu'ils sont disposés à assurer officieusement une assistance militaire à la Finlande, en guerre contre l'URSS. Les premières fournitures de matériels militaires par les Alliés commencent en janvier 1940[65].

## Naissances en 1939
- 14 mars : Yves Boisset († 31 mars 2025).
- 9 mai : Pierre Desproges.
- 20 octobre : Daniel Prévost.
- 20 novembre : Philippe Ogouz († 25 juillet 2019).

## Décès en1939
- 9 décembre : Thomas Priday, militaire britannique (° 1912 ou 1913).